# Sei Ashina
Sei Ashina  (芦名星?, Ashina Sei), pseudonimo di Aya Igarashi  (五十嵐彩?, Igarashi Aya) (Kōriyama, 22 novembre 1983 – Tokyo, 14 settembre 2020) è stata un'attrice e modella giapponese.

## Biografia
Iniziò la sua carriera come fotomodella per riviste e tarento fino a giungere, nei primi anni 2000, in televisione e poi al cinema dove assunse ruoli sempre più rilevanti. Divenne conosciuta soprattutto per la sua partecipazione alla pellicola cinematografica Seta e al dorama in due stagioni Bloody Monday, versione live action dell'omonima serie manga di genere thriller Bloody Monday a fianco di Haruma Miura e Takeru Satō.
Il 14 settembre 2020 è stata trovata morta nel suo appartamento di Tokyo. Secondo i primi rilevamenti, l'attrice sembra essere morta suicida.

## Filmografia

### Cinema
- Gekijôban kamen raidâ Hibiki to shichinin no senki, regia di Tarou Sakamoto (2005)
- Seta (Silk), regia di François Girard (2007)
- Jutêmu: Watashi wa kemono, regia di Ryoko Hoshida (2008)
- Kamogawa horumô, regia di Katsuhide Motoki (2009)
- Kamui Gaiden, regia di Yôichi Sai (2009)
- Akumu no elevator (Akumu no erebêtâ), regia di Keisuke Horibe (2009)
- Kazura, regia di Renpei Tsukamoto (2010)
- Saru lock, regia di Tetsu Maeda (2010)
- Neko takushî, regia di Tôru Kamei (2010)
- Kingu gêmu, regia di Tatsuya Egawa (2010)
- Nanase futatabi, regia di Kazuya Konaka (2010)
- Hâdo romanchikkâ, regia di Su-yeon Gu (2011)
- Genji monogatari: Sennen no nazo, regia di Yasuo Tsuruhashi (2011)
- Love Police: Neet tachi no banka, regia di Yoshihiro Sakata (2012)
- Warau kyotou, regia di Takayuki Takuma (2013)
- Hâmerun, regia di Takushi Tsubokawa (2013)
- Pancakes, regia di Yasu Shibuya (2014)
- ST: Aka to Shiro no Sôsa File the Movie, regia di Tôya Satô (2015)
- Funôhan, regia di Kōji Shiraishi (2017)
- Uta Monogatari: Cinema Fighters Project, regia collettiva (2018) - (segmento "Our Birthday")
- Kensatsu gawa no zainin, regia di Masato Harada (2018)
- Pâfekuto wârudo, regia di Kenji Shibayama (2018)
- AI Houkai, regia di Yû Irie (2020)

### Televisione
- Stand Up!! – serie TV, 11 episodi (2003)
- Kamen raidâ Hibiki – serie TV, episodi 1x1-1x2-1x14 (2005)
- Kamen Rider Hibiki: Asumu Henshin! You can be an Oni, too!!, regia di Takayuki Shibasaki - film TV (2005)
- Tsubasa no oreta tenshitachi – serie TV, episodi 2x4 (2006)
- Je t'aime watashi wa kemono – miniserie TV (2008)
- Giragira – serie TV, 8 episodi (2008)
- Saru lock – serie TV, 13 episodi (2009)
- Antacchaburu – serie TV, 9 episodi (2009)
- Riaru kurôzu – serie TV, 11 episodi (2009)
- Bloody Monday (Buraddi mandei) – serie TV, 20 episodi (2008-2010)
- Ayashiki bungô kaidan – serie TV, episodi 1x1 (2010)
- Kodai shôjo-tai Dogûn V – serie TV, episodi 1x1 (2010)
- Ikon ari, regia di Takashi Minamoto - film TV (2011)
- Bartender (Bâtendâ) – serie TV, episodi 1x5 (2011)
- Burûtasu no shinzou, regia di Yû Irie - film TV (2011)
- Bara iro no seisen – serie TV, episodi 1x1-1x2 (2011)
- Kyouguu, regia di Setsurô Wakamatsu - film TV (2011)
- Sengyô shufu tantei: watashi wa shadow – serie TV, 8 episodi (2011)
- Cleopatra na onna tachi – serie TV, 8 episodi (2012)
- Sômatô kabushikigaisha – miniserie TV, episodi 1x10 (2012)
- Tsugunai – miniserie TV, episodi 1x1-1x2-1z3 (2012)
- Yae no sakura – serie TV, episodi 1x1 (2013)
- Kanryû, regia di Jirô Shôno - film TV (2013)
- ST: Keishichô kagaku sôsahan, regia di Bin Konno - film TV (2013)
- Supesharisuto, regia di Gô Shichitaka - film TV (2013)
- Kyumei byoto 24 ji – serie TV, episodi 5x1 (2013)
- Kurokôchi – miniserie TV, 7 episodi (2013)
- Katsuo – film TV (2013)
- Supesharisuto 2, regia di Gô Shichitaka - film TV (2014)
- Nobunaga no chef – serie TV, 16 episodi (2013-2014)
- ST ~ Aka to Shiro no Sôsa File – miniserie TV, 10 episodi (2014)
- Supesharisuto 3, regia di Gô Shichitaka - film TV (2015)
- Suzuki Kôji: Real Horror – miniserie TV (2015)
- Tennō no ryōriban – miniserie TV, 13 episodi (2015)
- Date: Koi to Wa Donna Mono Kashira - Summer 2015 Hito, regia di Hideki Takeuchi - film TV (2015)
- Watashitachi ga Propose sarenai no ni wa, 101 no Riyû ga atte da na – serie TV, episodi 2x4-2x11 (2015)
- Specialist 4, regia di Gô Shichitaka - film TV (2015)
- Specialist – miniserie TV, 9 episodi (2016)
- Eigyô Buchô Kira Natsuko – miniserie TV, episodi 1x5 (2016)
- ON: Ijô Hanzai Sôsakan Tôdô Hinako – miniserie TV, episodi 1x8-1x9 (2016)
- Futagashira – serie TV, 9 episodi (2015-2016)
- Copyface: Kesareta Watashi – miniserie TV, 6 episodi (2016)
- Masuyama Chounouryokushi jimusho – miniserie TV, 12 episodi (2017)
- Tsubaki Bunguten: Kamakura Daishoya Monogatari – miniserie TV, episodi 1x5 (2017)
- Okusama wa toriatsukai chûi – miniserie TV, episodi 1x6 (2017)
- Kakuho no Onna: Kanagawa Kenkei Tokumei Sôsa – miniserie TV, episodi 1x5 (2018)
- Summers House – serie TV (2018)
- Deijî rakku – miniserie TV, 10 episodi (2018)
- Black Lecture Hall's Rokubee – miniserie TV, 6 episodi (2018)
- Yuube wa Otanoshimi Deshita ne – miniserie TV (2019)
- The Good Wife: Nichiyô gekijô Guddo waifu – miniserie TV, episodi 1x5 (2019)
- Hand Of God – miniserie TV, 5 episodi (2019)
- Chito: Sagishi No Minasan Gochui Kudasai – serie TV, episodi 1x4 (2019)
- Aibô – serie TV, 21 episodi (2017-2020)
- Theseus no fune – serie TV, 10 episodi (2020)